# El Inspector Dan de la Patrulla Volante
El Inspector Dan de la Patrulla Volante es una historieta de misterio dibujada por Eugenio Giner con guiones de Rafael González Martínez y otros autores, que se publicó en la revista Pulgarcito a partir de 1947.

## Trayectoria editorial
La idea original de la serie fue del director editorial de Editorial Bruguera, Rafael González, quien guionizó sus primeras entregas, pasando luego a ser sustituido por Francisco González Ledesma (conocido autor de novelas del Oeste bajo el seudónimo de Silver Kane) y Víctor Mora (el futuro autor de El Capitán Trueno).
El Inspector Dan fue al principio la única serie de estilo realista que se publicaba en Pulgarcito, semanario casi en su totalidad orientado a la historieta cómica, junto a Silver Roy de Antonio Bosch Penalva; a partir de los años 50, sin embargo, estará acompañada de otras series de aventuras como El Capitán Trueno o Vendaval. 
El éxito de El Inspector Dan hizo que se publicase en otras revistas de Bruguera, como El Campeón y El Capitán Trueno Extra. 
Entre 1951 y 1954 la editorial publicó la serie de forma independiente, en 71 cuadernillos de formato apaisado. Aunque las cubiertas fueron siempre de Giner, en el interior fue a menudo relevado por otros dibujantes:
- Eugenio Giner (núms. 1, 3, 5, 7-11, 13, 15, 17 y 39)[2]
- Pedro Alférez (núms. 25, 27, 29, 33, 35, 37, 40, 42-46, 48-51, 54-59, 61-68).[3]
- Julio Vivas (núms. 69-72).[4]

En los sesenta y setenta, aparecieron nuevas historietas en varias revistas de la editorial de forma muy dispersa: "Pulgarcito Extra de Vacaciones" (1967), "Pulgarcito especial 50 aniversario" (1971), "Mortadelo" (1975), etc.

## Argumento
La serie se desarrolla en Londres a principios de los años 50 del siglo XX. Hay algunas referencias históricas a la guerra de Corea o a la II Guerra Mundial. Está protagonizada por el inspector Dan, de Scotland Yard, que es auxiliado en sus pesquisas por su bella ayudante Stella y, en ciertas ocasiones, por el estrafalario Inspector Simmons. 
Las historias tenían a menudo un tinte sobrenatural que las aproximaba al género de terror. Los contrincantes del inspector son científicos locos, momias, vampiros, e incluso el diablo en persona, en la aventura "Satán vuelve a la tierra". 
El estilo gráfico de Giner en esta serie tiene un marcado carácter expresionista, enteramente en consonancia con la narración, con una predilección por el claroscuro que recuerda al cine de terror de la Universal.

## Valoración e influencia
Para el historietista español Josep María Beà constituyó una de las dos series favoritas de sus niñez, a la que responsabiliza de muchas noches de insomnio, pero también de abrirle los ojos a un mundo menos gris que la postguerra de su país natal. Para Beà, Giner "supo crear un clima opresivo, con un barnizado lúgubre irrepetible, que nada tenía que envidiar a los (futuros) autores de de la EC Comics de William Gaines".